# Ewald Thunig
Hermann Ewald Thunig (* 15. Dezember 1897 in Straubing; † 26. Juli 1991 in Rosenheim) war ein deutscher Gewerkschafter und Politiker (KPD, SPD).

## Leben und Beruf
Nach dem Besuch der Volks- und Fortbildungsschule in Rosenheim absolvierte Thunig eine Schreinerlehre, die er 1914 mit der Gesellenprüfung abschloss. Anschließend arbeitete er als Schreiner im Orgelbau. Von 1915 bis 1918 nahm er als Soldat am Ersten Weltkrieg teil. Thunig war seit 1919 als Schreiner in Rosenheim tätig und arbeitete seit 1929 als Parkettleger in München. 1930/31 machte er eine Auslandsreise in die Sowjetunion. Nach der Machtübernahme der Nationalsozialisten wurde er von 1933 bis 1938 im KZ Dachau interniert. Von 1938 bis 1942 arbeitete er als Schreiner in Kolbermoor, von 1942 bis 1945 beim Reichsbahnbetriebswerk in Rosenheim.
Thunig wurde 1945/46 beim Wohnungsamt in Kolbermoor beschäftigt und war dort Mitglied des politischen Prüfungsausschusses. Er engagierte sich gewerkschaftlich, war von 1946 bis 1949 Vorsitzender des Bayerischen Gewerkschaftsbundes (BGB) und von 1950 bis 1963 Vorsitzender des Deutschen Gewerkschaftsbundes (DGB) für den Landkreis Rosenheim.

## Politik
Thunig trat während der Zeit der Weimarer Republik in die KPD ein, wurde 1924 wegen Fortführung einer verbotenen Partei für mehrere Monate inhaftiert und war 1928/29 Angestellter des KPD-Bezirksbüros. 1932/33 war er Chefredakteur des kommunistischen Blattes Neue Zeitung in Südbayern. Vom 7. Januar 1946 bis zum 3. März 1946 amtierte er als Staatssekretär im Staatsministerium für Landwirtschaft und Forsten in der von Ministerpräsident Wilhelm Hoegner geführten Regierung des Freistaates Bayern. Von 1946 bis 1952 war er Ratsmitglied der Marktgemeinde Kolbermoor und Kreistagsmitglied des Kreises Bad Aibling. Am 1. September 1957 wechselte er zur SPD über.